# Irati (film)
Pour les articles homonymes, voir Irati.
Pour plus de détails, voir Fiche technique et Distribution.
Irati est un film basque réalisé en 2022 par le réalisateur alavais Paul Urkijo, basé sur la bande dessinée mythologique Irati Zikloa de Joxean Muñoz et Juan Luis Landa,.
Avec un budget de 4,3 millions d'euros, il a bénéficié du soutien de EITB, RTVE, ICAA, du gouvernement basque, de la mairie de Vitoria-Gasteiz et du conseil régional d'Alava. Il est sorti en salles le 24 février 2023, distribué par Filmax.

## Synopsis
Au VIIIe siècle, un groupe de guerriers chrétiens et musulmans erre dans les Pyrénées païennes dans l'espoir de trouver le trésor de Charlemagne dans une grotte. Selon les habitants, une puissante déesse y habite : Mari.
Un jeune noble nommé Eneko entre dans les forêts des Pyrénées, à la recherche du corps de son père. Eneko aura l'aide d'une mystérieuse fille nommée Irati dans ses aventures à travers un monde mythologique sombre.

## Fiche technique
- Titre original : Irati
- Réalisation : Paul Urkijo Alijo
- Scénario : Paul Urkijo Alijo d'après le roman graphique El ciclo de Irati de Jon Muñoz Otaegui et Juan Luis Landa
- Musique : Maite Arroitajauregi et Aránzazu Calleja
- Photographie : Gorka Gómez Andreu
- Montage : Elena Ruiz
- Pays de production :  Espagne,  France
- Langues originales : basque
- Durée : 114 minutes
- Dates de sortie :
  - Espagne : 9 octobre 2022 (Festival international du film fantastique de Catalogne)
  - Suisse : 30 juin 2023 (Festival international du film fantastique de Neuchâtel)

## Distribution
- Eneko Sagardoy : Eneko Aritza
  - Unax Hayden : Eneko Aritza enfant
  - Patxi Biskert [2] : Eneko Aritza adulte
- Edurne Azkarate : Irati [2]
- Ramon Agirre [2] : abbé Virila
- Itziar Ituño : Mari
- Inigo Aranbarri[5] : Eneko X
- Kepa Errasti [5] : Belasko
- Elena Uriz [5] : Luxe
- Nagore Aranburu [5] : Oneka d'Iruñe
- Iñaki Beraetxe [5] : Ximeno
- Iosu Eguskiza : Odon
- Karlos Arguiñano : Gorza

## Récompenses et reconnaissances
- 2022 : Prix du public du Festival du film de Sitges pour le meilleur film[6].
- 2022 : Prix des meilleurs effets spéciaux, visuels ou de maquillage au festival du film de Sitges ex-aequo avec le film "Ego (Hatching)"[6].
- 2022: Le 33e Festival du cinéma fantastique et d'horreur à Donostia . Prix hebdomadaire du public du meilleur long métrage.
- 2023 : Cinq nominations aux prix Goya : 
  1. Meilleur scénario adapté,
  2. Meilleurs effets visuels (Jon Serrano et David Heras),
  3. Meilleure conception de costumes (Nerea Torrijos).
  4. Meilleure chanson (Aranzazu Calleja, Maite Arroitajauregi et Paul Urkijo).
  5. Meilleure musique originale (Aranzazu Callejak et Maite Arroitajauregi).